# Elaphoglossum hymenodiastrum
Elaphoglossum hymenodiastrum là một loài thực vật có mạch trong họ Lomariopsidaceae. Loài này được (Fée) Brade mô tả khoa học đầu tiên năm 1920.